# قاعة مشاهير الدوري الإنجليزي الممتاز
قاعة مشاهير الدوري الإنجليزي الممتاز هي ردهة مشاهير لاعبي كرة القدم الذين لعبوا في الدوري الإنجليزي الممتاز، وهو المستوى الأعلى في نظام دوريات كرة القدم الإنجليزية. تم افتتاح قاعة المشاهير في عام 2020 ولكنه تأخرت لمدة عام بسبب جائحة فيروس كورونا، ويهدف إلى شُكر وتكريم اللاعبين الذين حققوا نجاحًا كبيرًا وقدموا مساهمة كبيرة في الدوري منذ تأسيسه في عام 1992.
كجزء من الفئة الافتتاحية لعام 2021، تم إدخال ثمانية لاعبين؛ آلان شيرر، تييري هنري، إيريك كانتونا، روي كين، فرانك لامبارد، دينيس بيركامب، ستيفن جيرارد، وديفيد بيكهام.

## المكرمين

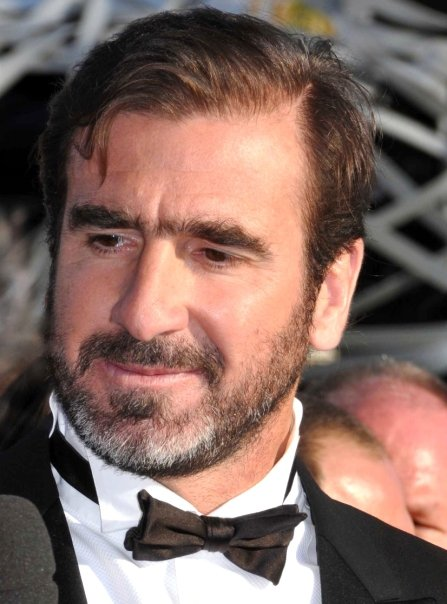
إيريك كانتونا، تم إدخاله في عام 2021.

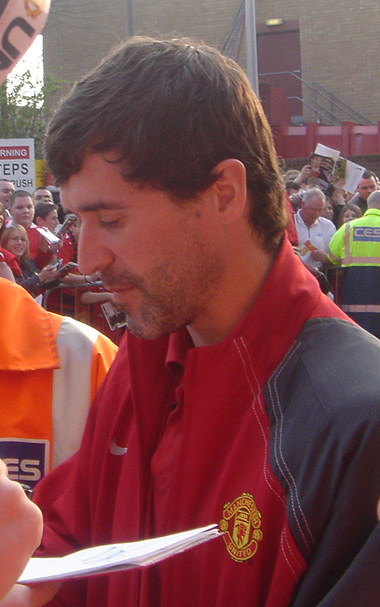
روي كين، تم إدخاله في عام 2021.

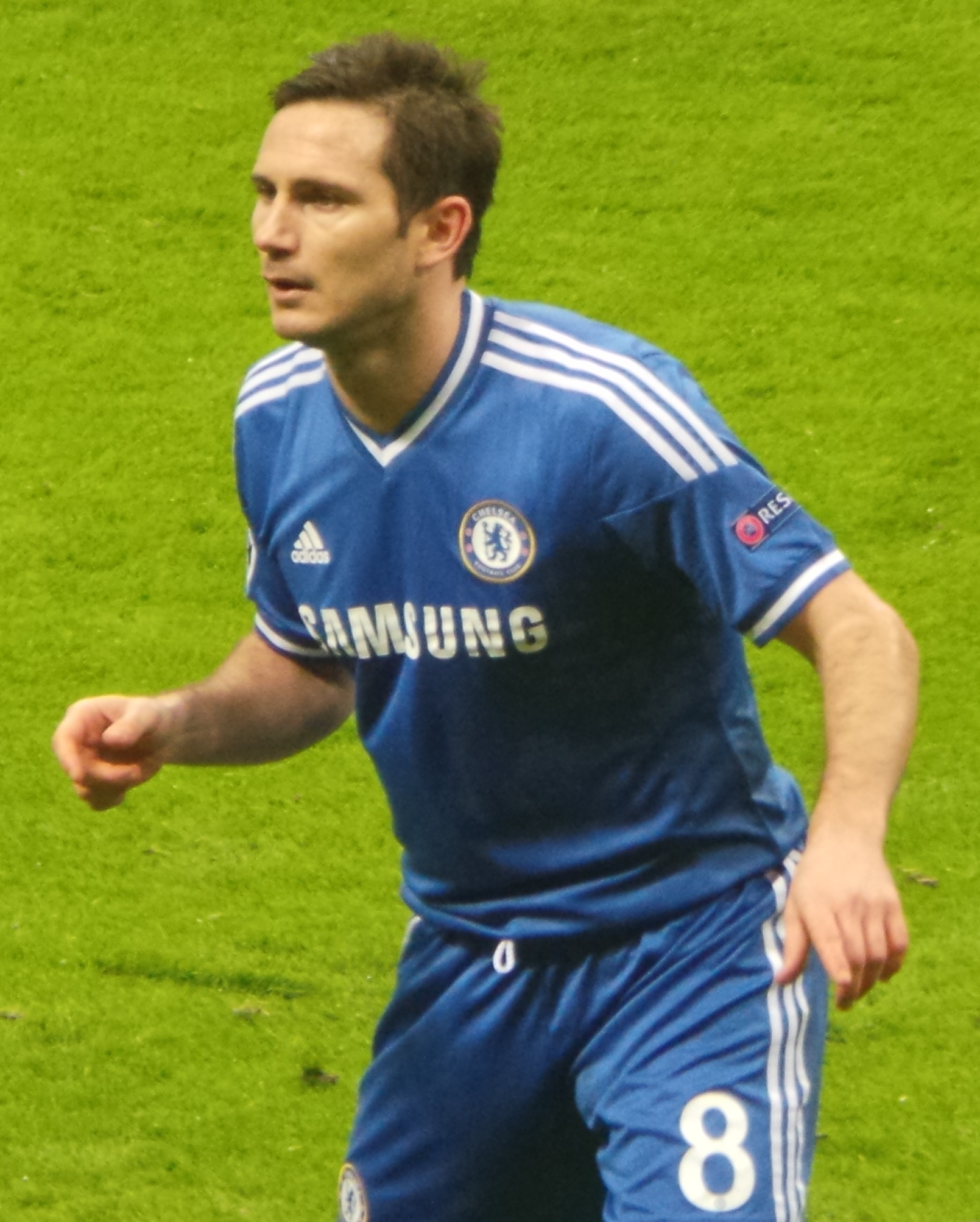
فرانك لامبارد، تم إدخاله في عام 2021.

| العام | الاسم         | المباريات | الأهداف | مركز. | السنوات         | الأندية                         | الإنجازات                                                                                            | م.            |
| ----- | ------------- | --------- | ------- | ----- | --------------- | ------------------------------- | --- | ------------- |
| 2021  | آلان شيرر     | 441       | 260     | مهاجم | 1992–2006       | بلاكبيرن روفرز نيوكاسل يونايتد  | 1× البطل 3× الحذاء الذهبي 1× لاعب الموسم 4× لاعب الشهر تم اختياره في فريق الذكرى العشرين             | [ 1 ] [ 2 ]   |
| 2021  | تييري هنري    | 258       | 175     | مهاجم | 1999–2007، 2012 | أرسنال                          | 2× البطل 4× الحذاء الذهبي (رقم قياسي) 2× لاعب الموسم 4× لاعب الشهر تم اختياره في فريق الذكرى العشرين | [ 1 ] [ 3 ]   |
| 2021  | إيريك كانتونا | 156       | 70      | مهاجم | 1992–1997       | ليدز يونايتد مانشستر يونايتد    | 4× البطل 1× لاعب الشهر                                                                               | [ 4 ] [ 5 ]   |
| 2021  | روي كين       | 366       | 39      | وسط   | 1992–2005       | نوتينغهام فورست مانشستر يونايتد | 7× البطل 2× لاعب الشهر تم اختياره في فريق الذكرى العشرين                                             | [ 4 ] [ 6 ]   |
| 2021  | فرانك لامبارد | 609       | 177     | وسط   | 1995–2015       | وست هام تشيلسي مانشستر سيتي     | 3× البطل 1× لاعب الموسم 4x لاعب الشهر                                                                | [ 7 ] [ 8 ]   |
| 2021  | دينيس بيركامب | 315       | 87      | مهاجم | 1995–2006       | أرسنال                          | 3× البطل 4× لاعب الشهر                                                                               | [ 7 ] [ 9 ]   |
| 2021  | ستيفن جيرارد  | 504       | 120     | وسط   | 1998–2015       | ليفربول                         | 6× لاعب الشهر تم اختياره في فريق الذكرى العشرين                                                      | [ 10 ] [ 11 ] |
| 2021  | ديفيد بيكهام  | 265       | 62      | وسط   | 1995–2003       | مانشستر يونايتد                 | 6× البطل 1× لاعب الشهر                                                                               | [ 12 ] [ 13 ] |

## اللاعبون حسب البلد
آخر تحديث جائزة مايو 2021.
| البلد   | اللاعبين |
| ------- | -------- |
| إنجلترا | 4        |
| فرنسا   | 2        |
| أيرلندا | 1        |
| هولندا  | 1        |